# Natalie Hagglund
Natalie Marie Hagglund (Encinitas, 1º luglio 1992) è una pallavolista statunitense.
Gioca nel ruolo di libero nel Volero Zürich.

## Carriera
La carriera di Natalie Hagglund inizia nel 2002 a livello giovanile col Wave Volleyball Club, mentre successivamente gioca a livello scolastico per la squadra della La Costa Canyon High School. Terminate le scuole superiori entra a far parte della squadra della University of Southern California, con la quale gioca nella NCAA Division I dal 2010 al 2013, raccogliendo diversi riconoscimenti individuali; nel 2011 viene inoltre convocata per il campionato mondiale juniores, dove riceve il premio di miglior libero, per poi esordire nella nazionale statunitense maggiore nel 2014, in occasione del Montreux Volley Masters, dove vince la medaglia d'argento, stessa medaglia vinta poi alla Coppa panamericana 2014.
Nella stagione 2014-15 inizia la carriera professionistica, vestendo la maglia del Volero Zürich nella Lega Nazionale A svizzera, riuscendo ad aggiudicarsi lo scudetto e la Coppa di Svizzera; nel 2015 con la nazionale vince la medaglia d'oro alla Coppa panamericana e ai XVII Giochi panamericani, quella di bronzo alla Coppa del Mondo e quella d'oro al campionato nordamericano, mentre nel 2016 vince l'argento al World Grand Prix.

## Palmarès

### Club
- Campionato svizzero: 1

2014-15
- Coppa di Svizzera: 1

2014-15

### Nazionale (competizioni minori)
- Montreux Volley Masters 2014
- Coppa panamericana 2014
- Coppa panamericana 2015
- Giochi panamericani 2015

### Premi individuali
- 2011 - Campionato mondiale juniores: Miglior libero
- 2011 - All-America First Team
- 2012 - All-America First Team
- 2013 - Division I NCAA statunitense: Los Angeles regional All-Tournament Team
- 2013 - All-America First Team